# Tredimensionellt schack

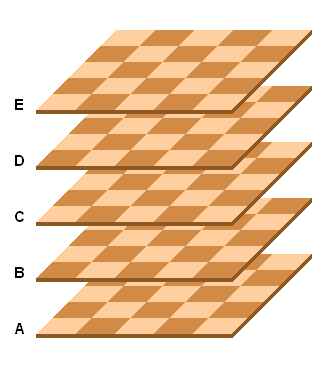
Raumschachbräde.

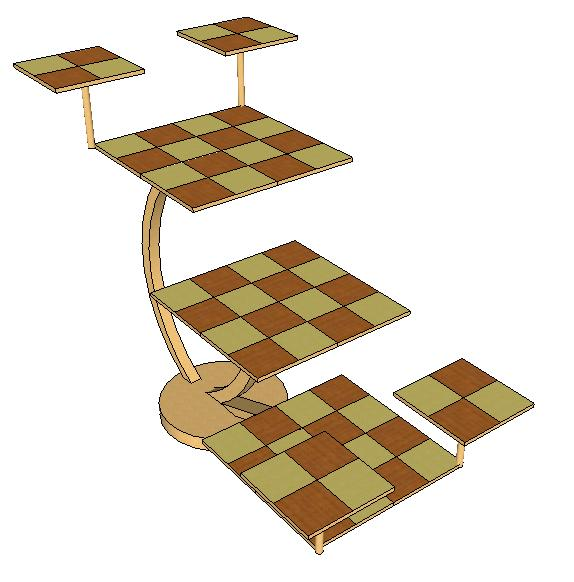
Tri-D-bräde, ursprungligen utvecklat som rekvisita för TV-serien Star Trek.

Tredimensionellt schack eller 3D-schack är en benämning på schackvarianter som spelas på ett tredimensionellt schackbräde. Raumschach, uppfunnet 1907 av Ferdinand Maack, är en av de äldsta 3D-varianterna av schack. Raumschach spelas på ett bräde med 5x5x5 fält.